# Кригхаммер, Эдмунд фон
Эдмунд фон Кригхаммер (нем. Edmund Freiherr von Krieghammer; 4 июня 1832 — 21 августа 1906) — австро-венгерский военачальник, военный министр Австро-Венгрии в 1893—1902. Барон.

## Биография
Выпускник Терезианской военной академии. В 1849 году выпущен лейтенантом в 5-й драгунский полк, принимавший участие в подавлении Венгерской революции. Участник Австро-итало-французской (1859) и Австро-прусско-итальянской (1866) войн, ротмистр. Получил дополнительное образование в Центральной кавалерийской и военной школе (Zentral-Kavallerie- und der Kriegsschule), в 1868 году получил чин майора, зачислен во флигель-адъютанты императора Франца-Иосифа. С 1874 года — полковник, с 1879 года — генерал-майор, с 1881 года — фельдмаршал-лейтенант.
С 1886 года — командир кавалерийской дивизии, расквартированной в Лемберге; с 1888 года — командир 6 пехотной дивизии. В 1889 году назначен откомандированным генералом в Краков. В 1891 году получил чин генерала кавалерии.
23 сентября 1893 года назначен общеимперским военным министром. Оставил пост в декабре 1902 года в результате конфликта с парламентом Венгрии.
Умер 21 августа 1906 года в Бад-Ишле.